# Оле-кха
Оле-кха — сино-тибетский язык, на котором говорят около 500 человек, живущих в Бутане, в дзонгхагах Вангди-Пходранг и Тронгса.

## Ареал и численность
На Чёрных горах на данном языке говорят как минимум в 6 деревнях. Согласно справочнику Ethnologue, на оле-кха говорят в следующих регионах Бутана:
- Тронгса: 3 анклава к западу от реки Мангде-Чу[англ.];
- Вангди-Пходранг: деревни Адха, Джангджи, Рукха, Тхрамзур и Ванлинг.

Диалекты языка также разделены Чёрными горами.

## История
Оле-кха не был известен науке до 1990 года. В настоящее время язык находится под серьёзной угрозой исчезновения. Первоначально предполагалось, что оле-кха относится в восточно-бодским языкам. Нидерландский лингвист Жорж ван Дрим описывает оле-кха как потомка языка исконного населения Чёрных гор до экспансии на юг древних восточных бодских племён.
В 2016 лингвистка Гвендолин Хислоп (2016), согласившись с ван Дримом, предположила, что оле-кха является изолированной ветвью сино-тибетской семьи, на которую сильно повлияли восточно-бодские языки.